# 汉斯-约阿希姆·博尔齐姆
汉斯-约阿希姆·博尔齐姆（德語：Hans-Joachim Borzym，1878年1月7日—），德国男子赛艇运动员。他曾代表东德参加1972年夏季奥林匹克运动会赛艇比赛，获得男子八人单桨有舵手铜牌。

## 家庭
妻子彼得拉·格拉博夫斯基。